# Puujoki
Puujoki (en carélien : Därvenoja, en finnois : Puujoki, en russe : Деревя́нное, Derevjannoje) est une municipalité rurale du raïon des rives de l'Onega en république de Carélie.

## Géographie
Puujoki est situé à l'embouchure de la rivière Puujoki, qui se jette dans le lac Onega, à 25 kilomètres au sud-est de Petroskoi.
La municipalité de Puujoki a une superficie de 437,14 km2.
Puujoki est bordé à l'est par le lac Onega, au sud-est par Šokšu du raïon des rives de l'Onega, au sud par Latva, à l'ouest par  Uusikylä et Uusi-Vilka, et au nord par Petroskoi. 
Environ 82% du territoire de la commune est forestière.
Mustakoski est traversé par les rivières Puhtojoki (Puhta), Lohijoki, Puujoki (Derevjanka), Suuri Ujujoki (Bolšaja Uja), Orsijoki (Orzega), Uika et Neloksa. 
Les lacs de la commune sont le lac Onega, Polovinnoje, Uvarovo, Orzegskoje, Tšornoje et  Regozero.

## Démographie
Recensements (*) ou estimations de la population
| 2009  | 2013  | 2015  | 2017  |
| ----- | ----- | ----- | ----- |
| 1 660 | 1 795 | 1 843 | 1 882 |

| 2021  | - | - | - |
| ----- | - | - | - |
| 1 337 | - | - | - |